# NGC 3078
NGC 3078 is een elliptisch sterrenstelsel in het sterrenbeeld Waterslang. Het hemelobject werd op 9 december 1784 ontdekt door de Duits-Britse astronoom William Herschel.

## Synoniemen
- ESO 499-27
- MCG -4-24-9
- AM 0956-264
- PGC 28806